# Кутела
Ку́тела (болг. Кутела) — село в Смолянській області Болгарії. Входить до складу общини Смолян.

## Населення
За даними перепису населення 2011 року у селі проживали 345 осіб, з них 123 особи (99,2%) — болгари.
Розподіл населення за віком у 2011 році:
Динаміка населення: